# サザランド・シャイア
サザランド・シャイア (Sutherland Shire) は、オーストラリア・ニューサウスウェールズ州の地方公共団体。

## 地理
市の中心に当たるサザランドはシドニー中心業務地区 (CBD) の南30キロメートルに位置する。
サザランド・シャイアは、ジョージズ川の南岸に位置し、ジョージズ川は、そのまま、ボタニー湾を経由し、タスマン海へと注ぐ。このジョージズ川には、ヒースコート国立公園に源流を持つウォロノーラ川が合流する。

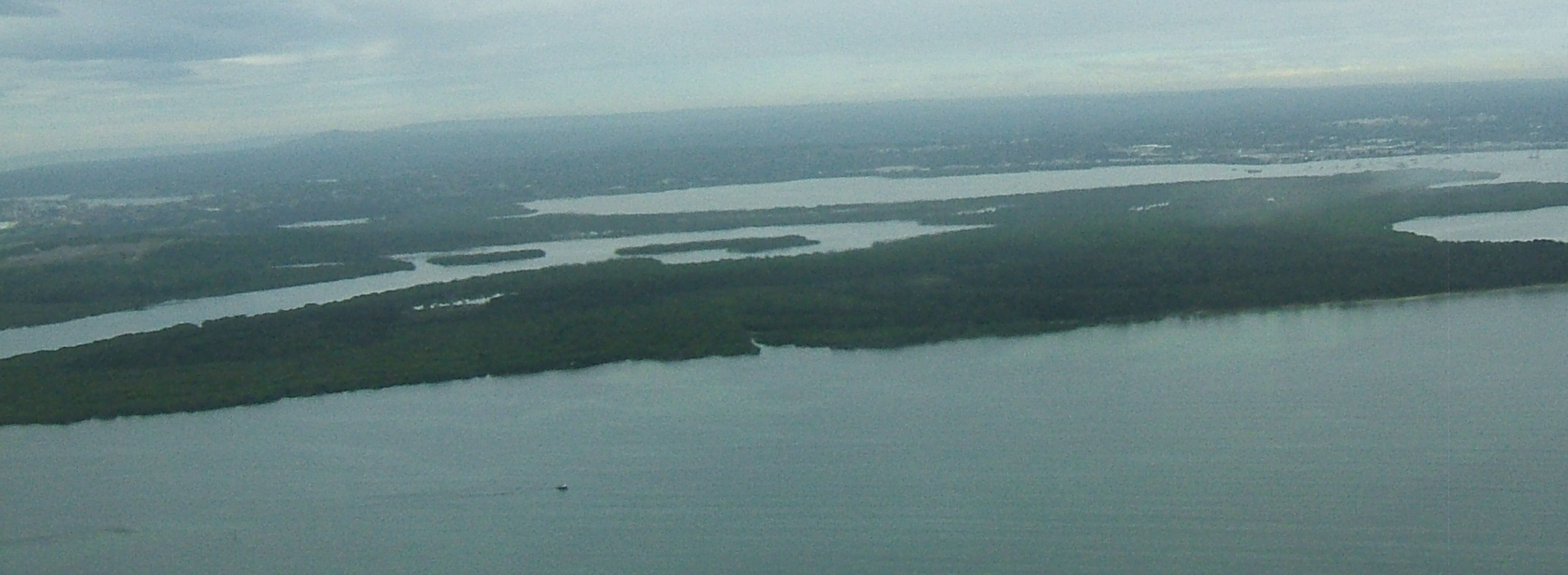
タウラ・ポイント自然保護区（西側から空撮）

サザランド・シャイアの北西部及び北中部は、市街地となっている一方で、北東部・中南部は自然が豊富な国立公園地帯となっている。北東部は細長い半島となっており、北はボタニー湾、南は、ベイト湾にはさまれている。半島の突端部は、ボタニー・ベイ国立公園やタウラ・ポイント自然保護区といった自然保護地帯となっている。

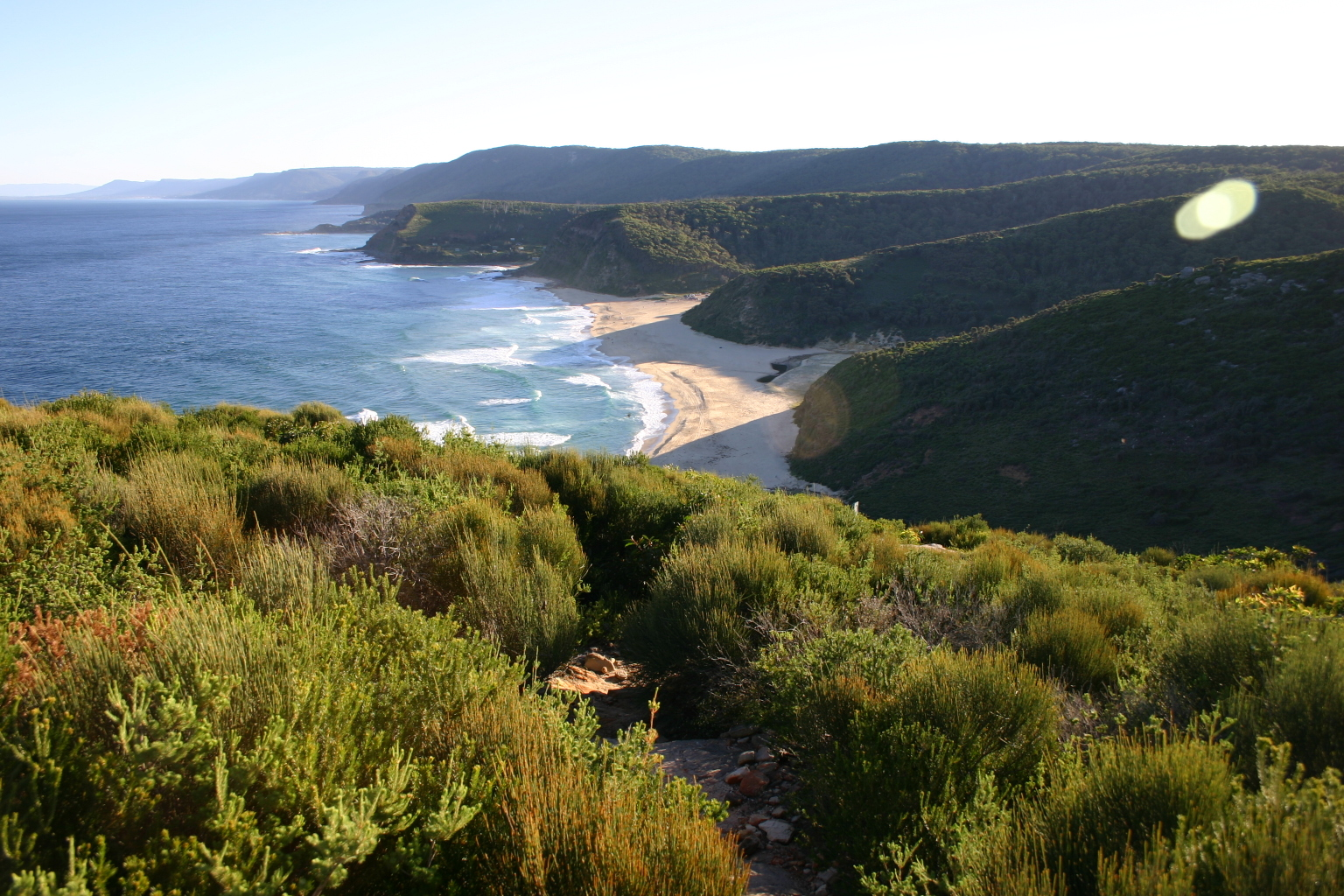
ガリー・ビーチ（ロイヤル国立公園）

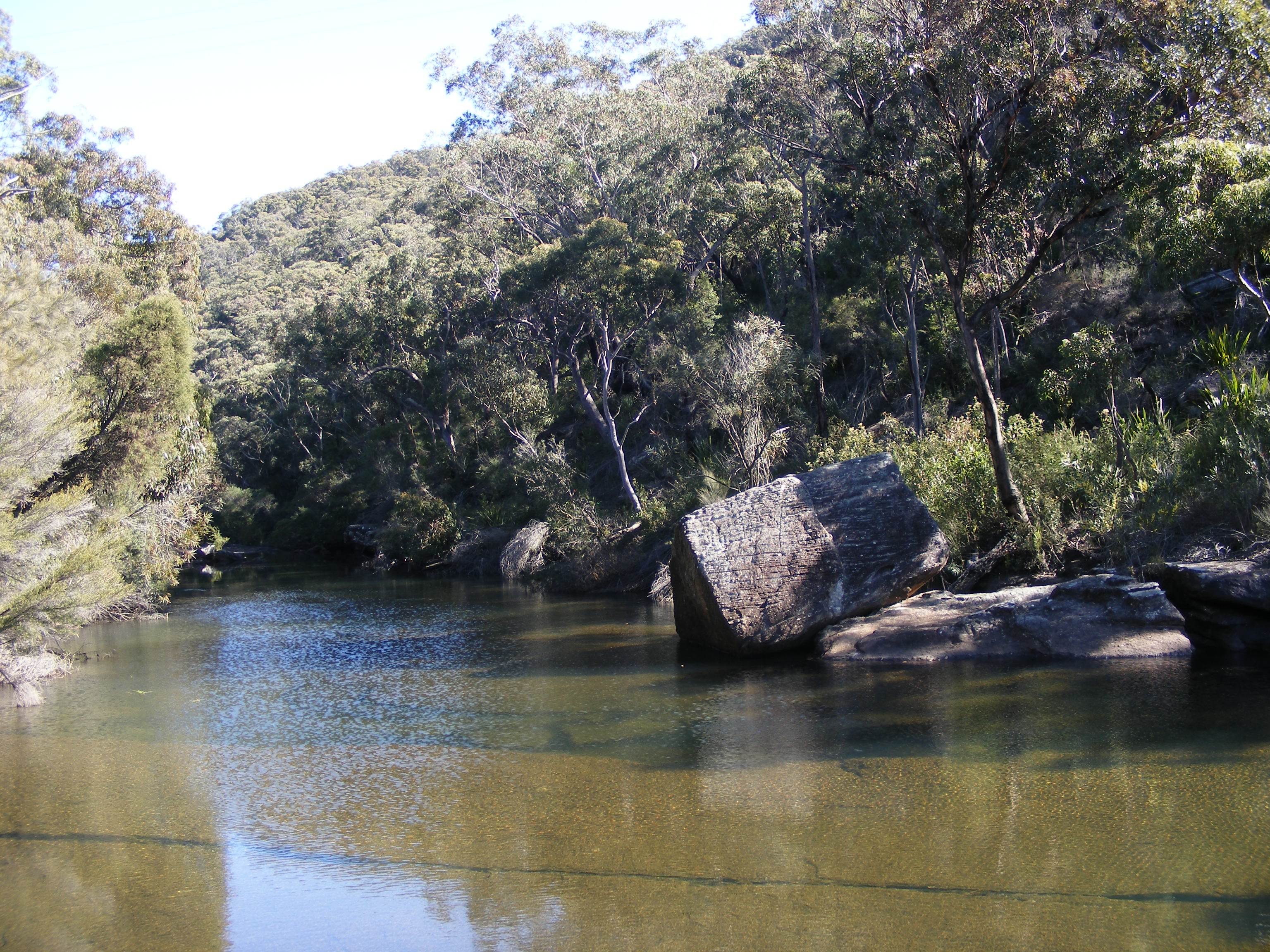
ヒースコート国立公園

市域の南東部を占めるのがオーストラリアでは最古、世界でもイエローストーン国立公園に次いで2番目に古い国立公園であるロイヤル国立公園である。150.91平方キロメートルの面積を占めるロイヤル国立公園は、1879年4月26日に設立された。このロイヤル国立公園の西側には、シドニー～メルボルン～アデレードを結ぶプリンセスハイウェイとサウス・コースト線が南北に縦断し、道路及び鉄道の反対側には、1967年10月1日に開設されたヒースコート国立公園が広がる。

## 構成サバーブ
シャイア・オブ・サザランドは、以下のサバーブ及びローカリティで構成される。
| サバーブ名                 | サバーブ名英語表記 | 郵便番号 | 画像 | 画像説明                                                         | 備考 |
| -------------------------- | ------------------ | -------- | ---- | ---------------------------------------------------------------- | ---- |
| アルフォーズ・ポイント     | Alfords Point      | 2234     |      | ジョージズ川にかかるアルフォーズ・ポイント橋                     |      |
| バンゴール                 | Bangor             | 2234     |      | バンゴール・ショッピングセンター                                 |      |
| バーデン・リッジ           | Barden Ridge       | 2234     |      | 聖ポール教会                                                     |      |
| ボンネット・ベイ           | Bonnet Bay         | 2226     |      | トワイライト・インレット                                         |      |
| ブンディーナ               | Bundeena           | 2176     |      | ブンディーナ中心部                                               |      |
| ブッラニーア               | Burraneer          | 2230     |      | ガナンマッタ湾                                                   |      |
| カーリングバー             | Caringbah          | 2176     |      | キングスウェイの風景                                             |      |
| カーリングバー・サウス     | Caringbah South    | 2229     |      |                                                                  |      |
| コモ                       | Como               | 2226     |      | コモ・ホテル                                                     |      |
| クロヌラ                   | Cronulla           | 2230     |      | クロヌラ（空撮）                                                 |      |
| ドーランズ・ベイ           | Dolans Bay         | 2229     |      | ワリーズ埠頭                                                     |      |
| エンガディン               | Engadine           | 2233     |      | オールド・プリンセスウェイの風景                                 |      |
| グレイズ・ポイント         | Grays Point        | 2232     |      | マンション湾                                                     |      |
| グリーン・ヒルズ・ビーチ   | Greenhills Beach   | 2230     |      |                                                                  |      |
| ギメア                     | Gymea              | 2227     |      | ヘーゼルハースト・ギャラリー                                     |      |
| ギメア・ベイ               | Gymea Bay          | 2227     |      | ギメア湾                                                         |      |
| ヒースコート               | Heathcote          | 2233     |      | ヒースコート・ボトル・フォレスト・コテージ                       |      |
| イラウォング               | Illawong           | 2234     |      | イラウォングから見たジョージズ川                                 |      |
| ジャナリ                   | Jannali            | 2226     |      | ボックス通り                                                     |      |
| カンガルー・ポイント       | Kangaroo Point     | 2224     |      | オイスター・ベイから見たカンガルー・ポイント                     |      |
| カリーラ                   | Kareela            | 2232     |      | オイスター・ベイから見たカリーラ                                 |      |
| キラウィー                 | Kirrawee           | 2232     |      | オーク通り                                                       |      |
| カーネル                   | Kurnell            | 2231     |      | カーネルの砂丘                                                   |      |
| リリ・ピリ                 | Lilli Pilli        | 2229     |      | リリ・ピリ・ポイント                                             |      |
| ロフタス                   | Loftus             | 2232     |      | シドニー・トラムウェイ・ミュージアム                             |      |
| ルーカス・ハイツ           | Lucas Heights      | 2234     |      |                                                                  |      |
| マイアンバー               | Maianbar           | 2230     |      |                                                                  |      |
| メナイ                     | Menai              | 2234     |      | メナイ・コミュニティ・ビルディング                               |      |
| ミランダ                   | Miranda            | 2228     |      | ミランダ・ウェストフィールド・センター                           |      |
| オイスター・ベイ           | Oyster Bay         | 2225     |      | オイスター・ベイ・ロードとコモ・ロードの交差点                   |      |
| ポート・ハッキング         | Port Hacking       | 2229     |      | ポート・ハッキング・エスチュアリー                               |      |
| サンディー・ポイント       | Sandy Point        | 2172     |      | ピクニック・ポイントから見たサンディー・ポイント                 |      |
| サザランド                 | Sutherland         | 2232     |      | サザランド・ウォー・メモリアル                                   |      |
| シルヴァニア               | Sylvania           | 2224     |      | ジョージズ川河畔のシルヴァニアの街の風景                         |      |
| シルヴァニア・ウォーターズ | Sylvania Waters    | 2224     |      |                                                                  |      |
| タレン・ポイント           | Taren Point        | 2229     |      | タレン・ポイント・パブリックスクール                             |      |
| ウォーターフォール         | Waterfall          | 2233     |      | プリンスズ・モーターウェイの入口                                 |      |
| ウルウェア                 | Woolooware         | 2230     |      | クロヌラ＝サザランド・シャークスの本拠地エンデヴァー・フィールド |      |
| ウォロノーラ               | Woronora           | 2232     |      | ウォロノーラ川                                                   |      |
| ウォロノーラ・ハイツ       | Woronora Heights   | 2233     |      | ワランガリー・ドライブ                                           |      |
| ヤラワラー                 | Yarrawarrah        | 2233     |      | ヤラワラー・ショッピング・ヴィレッジ                             |      |
| ヨーウィ・ベイ             | Yowie Bay          | 2228     |      | ヨーウィ・ベイ・マリーナ                                         |      |

## 人口動静
2011年の国勢調査では、サザランド・シャイアには、210,863人の人が居住していた。人口の48.9%が男性で51.1%が女性である。オーストラリア先住民は、人口の0.8%を占める。シティ・オブ・フェアフィールドの中位年齢は、39歳である。0歳から14歳までの子供の人口は、19.1%を占める一方で、65歳以上の人口は、14.9%であった。15歳以上の人々のうち、53.9%が既婚者であり、9.9%が離婚あるいは死別を経験していた。
2001年の国勢調査から2006年の国勢調査が実施される5年の間に、サザランド・シャイアは、1.63%の人口増であった。その次の5年間で、2.64%の人口が増加している。同じ期間のオーストラリアの人口増加率は、それぞれ、5.78%、8.32%であり、オーストラリア全体平均よりも低い。
2011年の国勢調査では、サザランド・シャイアに住む住民の出自は、イングランド、あいんるランド、スコットランド、イタリアが上位を占める。また、「どの宗教を信仰するか」という質問に対しては、カトリックが全体の31%、聖公会が全体の25.8%を占めた。また、「無宗教」の回答は16.1%であった。ギリシャ語以外にも、アラビア語、カタルーニャ語、イタリア語、中国語が家庭で英語以外で会話で使用される言語であるという回答があった。。
| サザランド・シャイアの国勢調査推移             | サザランド・シャイアの国勢調査推移             | サザランド・シャイアの国勢調査推移           | サザランド・シャイアの国勢調査推移 | サザランド・シャイアの国勢調査推移 | サザランド・シャイアの国勢調査推移 |
| 国勢調査実施年                                 | 国勢調査実施年                                 | 国勢調査実施年                               | 2001                               | 2006                               | 2011                               |
| ---------------------------------------------- | ---------------------------------------------- | -------------------------------------------- | ---------------------------------- | ---------------------------------- | ---------------------------------- |
| 人口                                           | 人口                                           | 夜間推定人口                                 | 202,158                            | 205,448                            | 210,863                            |
| 人口                                           | 人口                                           | ニューサウスウェールズ州におけるLGA順位      |                                    |                                    | 2nd                                |
| 人口                                           | 人口                                           | ニューサウスウェールズ州に占めるLGAの比率(%) |                                    |                                    | 2.71%                              |
| 人口                                           | 人口                                           | オーストラリア全体に占めるLGAの比率(%)       | 1.08%                              | 1.03%                              | 0.98%                              |
| 文化・言語多様性についての調査                 |                                                |                                              |                                    |                                    |                                    |
| 「あなたの先祖はどの国（民族）の出自であるか」 | 「あなたの先祖はどの国（民族）の出自であるか」 | オーストラリア                               |                                    |                                    | 28.9%                              |
| 「あなたの先祖はどの国（民族）の出自であるか」 | 「あなたの先祖はどの国（民族）の出自であるか」 | イングランド                                 |                                    |                                    | 28.0%                              |
| 「あなたの先祖はどの国（民族）の出自であるか」 | 「あなたの先祖はどの国（民族）の出自であるか」 | アイルランド                                 |                                    |                                    | 9.0%                               |
| 「あなたの先祖はどの国（民族）の出自であるか」 | 「あなたの先祖はどの国（民族）の出自であるか」 | スコットランド                               |                                    |                                    | 6.6%                               |
| 「あなたの先祖はどの国（民族）の出自であるか」 | 「あなたの先祖はどの国（民族）の出自であるか」 | イタリア                                     |                                    |                                    | 3.0%                               |
| 「英語以外で使用する言語は何か」               | 「英語以外で使用する言語は何か」               | ギリシャ語                                   | 1.9%                               | 1.0%                               | 0.9%                               |
| 「英語以外で使用する言語は何か」               | 「英語以外で使用する言語は何か」               | アラビア語                                   | 1.0%                               | 6.4%                               | 7.3%                               |
| 「英語以外で使用する言語は何か」               | 「英語以外で使用する言語は何か」               | カタルーニャ語                               | 1.0%                               | 1.0%                               | 0.9%                               |
| 「英語以外で使用する言語は何か」               | 「英語以外で使用する言語は何か」               | イタリア語                                   | 1.1%                               | 0.9%                               | 0.9%                               |
| 「英語以外で使用する言語は何か」               | 「英語以外で使用する言語は何か」               | 中国語                                       | n/c                                | 0.6%                               | 0.7%                               |
| 宗教についての質問                             |                                                |                                              |                                    |                                    |                                    |
| 「どの宗教を信仰していますか」                 | 「どの宗教を信仰していますか」                 | カトリック                                   | 30.5%                              | 30.6%                              | 31.0%                              |
| 「どの宗教を信仰していますか」                 | 「どの宗教を信仰していますか」                 | オーストラリア聖公会                         | 28.7%                              | 26.9%                              | 25.8%                              |
| 「どの宗教を信仰していますか」                 | 「どの宗教を信仰していますか」                 | 無宗教                                       | 10.8%                              | 12.9%                              | 16.1%                              |
| 「どの宗教を信仰していますか」                 | 「どの宗教を信仰していますか」                 | ギリシャ正教                                 | 3.6%                               | 4.1%                               | 4.3%                               |
| 「どの宗教を信仰していますか」                 | 「どの宗教を信仰していますか」                 | オーストラリア連合教会                       | 5.9%                               | 5.0%                               | 4.2%                               |

## 議会
サザランド・シャイアの議会は、市長を含めた15人によって構成される。任期は4年。選挙区は5つ。市長は、市議会委員の互選で選出される。最新の議会選挙は、2012年9月8日に実施された。オーストラリア自由党が9議席、 オーストラリア労働党が3議席を獲得し、その他無所属、諸派が3議席である。市長は、オーストラリア自由党のKent Johs。

## 姉妹都市
サザランド・シャイアは、以下の2都市と姉妹都市である。
- レイクウッド （コロラド州）
- 中央区 （東京都）